# Senna Comasco
Senna Comasco är en ort och kommun i provinsen Como i regionen Lombardiet i Italien. Kommunen hade 3 182 invånare (2018).